# Греция на «Детском Евровидении — 2005»
Греция участвовала в «Детском Евровидении — 2005», проходившем в Хасселте, Бельгия, 26 ноября 2005 года. На конкурсе страну представили Александрос Коунтас и Кали Георгелли с песней «Tora einai i seira mas», выступившие первыми. Они заняли шестое место, набрав 88 баллов.

## Национальный отбор
Национальный отбор прошёл 30 сентября 2005 года, ведущей которого была Мария Спиридаки. Победитель был определён комбинацией голосов от жюри (40 %) и телеголосования (60 %).
| Ellinikós Telikós Eurovision Junior 2005 — 30 сентября 2005 | Ellinikós Telikós Eurovision Junior 2005 — 30 сентября 2005 | Ellinikós Telikós Eurovision Junior 2005 — 30 сентября 2005 | Ellinikós Telikós Eurovision Junior 2005 — 30 сентября 2005 |
| №                                                           | Артист                                                      | Песня                                                       | Место                                                       |
| ----------------------------------------------------------- | ----------------------------------------------------------- | ----------------------------------------------------------- | ----------------------------------------------------------- |
| 01                                                          | Кристина Петрогианни                                        | «Epitelous peto»                                            | 5                                                           |
| 02                                                          | Александрос Коунтас и Кали Георгелли                        | «Tora einai i seira mas»                                    | 1                                                           |
| 03                                                          | Димитра Цанакаки                                            | «Oso zo»                                                    | 4                                                           |
| 04                                                          | Каролина Татара                                             | «Mia istoria»                                               | 9                                                           |
| 05                                                          | Марина Келми                                                | «Vrochi apo astra»                                          | 7                                                           |
| 06                                                          | Рафаэлла, Нафсика, Акриви и Константинос                    | «O choros»                                                  | 6                                                           |
| 07                                                          | Николас Линаритакис-Лиодакис                                | «Itan oneiro»                                               | 3                                                           |
| 08                                                          | Мария Парапониари                                           | «Harry Potter»                                              | 2                                                           |
| 09                                                          | Василики, Эрмелина, Марина и Аврора                         | «Proto skirtima»                                            | 10                                                          |
| 10                                                          | Марианна Маланци                                            | «Matia paidika»                                             | 8                                                           |

## На «Детском Евровидении»
Финал конкурса транслировали телеканалы ERT1 и ERT World, комментатором которых была Мария Спиридаки, а результаты голосования от Греции объявлял Йоргос Коцуяннис. Александрос Коунтас и Кали Георгелли выступили под первым номером перед Данией, и заняли шестое место, набрав 88 баллов.

## Голосование[5]
| Баллы     | Страна                                    |
| --------- | ----------------------------------------- |
| 12 баллов | Кипр Хорватия                             |
| 10 баллов |                                           |
| 8 баллов  |                                           |
| 7 баллов  | Дания Россия                              |
| 6 баллов  | Бельгия Великобритания Нидерланды Румыния |
| 5 баллов  | Швеция                                    |
| 4 балла   | Сербия и Черногория                       |
| 3 балла   | Северная Македония                        |
| 2 балла   | Испания                                   |
| 1 балл    |                                           |

| Баллы     | Страна     |
| --------- | ---------- |
| 12 баллов | Испания    |
| 10 баллов | Румыния    |
| 8 баллов  | Белоруссия |
| 7 баллов  | Дания      |
| 6 баллов  | Норвегия   |
| 5 баллов  | Россия     |
| 4 балла   | Нидерланды |
| 3 балла   | Латвия     |
| 2 балла   | Бельгия    |
| 1 балл    | Мальта     |